# تشارلي والاس
تشارلي والاس (بالإنجليزية: Charlie Wallace)‏ (20 يناير 1885 بسندرلاند في المملكة المتحدة - 26 يناير 1970) هو لاعب كرة قدم بريطاني (وحمل سابقاً جنسية المملكة المتحدة لبريطانيا العظمى وأيرلندا) في مركز الوسط. شارك مع منتخب إنجلترا لكرة القدم. أما مع النوادي، فقد لعب مع أستون فيلا وأولدهام أثلتيك وكريستال بالاس.

## وصلات خارجية
- تشارلي والاس على موقع قاعدة بيانات كرة القدم.إي يو (الإنجليزية)
- تشارلي والاس على موقع ناشيونال فوتبول تيمز (الإنجليزية)